# Spermophilus xanthoprymnus
Il citello dell'Asia Minore (Spermophilus xanthoprymnus (E. T. Bennett, 1835)) è un roditore terricolo delle dimensioni di un ratto appartenente alla famiglia degli Sciuridi (Sciuridae) che vive prevalentemente nelle aree steppiche e nelle praterie. Il nucleo principale del suo areale è in Turchia, ma è presente anche in Armenia e in Iran. Il suo habitat è costituito soprattutto da steppe aperte con vegetazione bassa.
Non esistono informazioni affidabili riguardo al numero di esemplari o all'andamento della popolazione, ma secondo le stime la popolazione è diminuita dal 20 al 25% negli ultimi anni, soprattutto a causa della conversione dell'habitat in terreni agricoli. A causa di questo declino, l'Unione internazionale per la conservazione della natura (IUCN) lo classifica come «specie prossima alla minaccia» (Near Threatened).

## Descrizione

### Caratteristiche generali
Il citello dell'Asia Minore è una specie di citello di medie dimensioni con il corpo paffuto, le zampe corte e una coda corta e arrotondata. Le dimensioni variano sia a seconda della regione che da un esemplare all'altro, con i maschi di solito leggermente più grandi e più pesanti delle femmine. La lunghezza totale degli esemplari adulti nella regione intorno a Erzurum nel nord-est della Turchia va da 26,5 a 28,9 centimetri per i maschi, con una media di 27,3 centimetri, e da 23,1 a 26,0 centimetri per le femmine, con una media di 25,5 centimetri. Nella regione intorno ad Aksaray nella Turchia centrale, invece, la lunghezza totale dei maschi è solo di 24,8-28,1 centimetri, con una media di 26 centimetri, e quella delle femmine di 24,5-27,5 centimetri, con una media, come a Erzurum, di 25,5 centimetri. Il peso dei maschi varia da 235 a 490 grammi e quello delle femmine da 170 a 410 grammi. La coda è lunga da 4,2 a 5,6 centimetri, il piede posteriore da 3,8 a 4,5 centimetri e l'orecchio da 0,8 a 1,2 centimetri.
Vista di profilo, la testa appare convessa (inarcata verso l'esterno) con occhi grandi e orecchie piccole. Il colore del dorso è uniformemente rosso-marrone, anche se può variare dal grigiastro al marrone scuro. Non c'è presenza di macchie. Gli occhi sono circondati da un anello bianco e sia la gola che il mento sono solitamente bianchi. L'addome e le zampe sono di colore da giallastro chiaro a biancastro. Anche la coda è generalmente dello stesso colore dell'addome.
Oltre al citello dell'Asia Minore, in Turchia vivono anche il citello comune (Spermophilus citellus) e Spermophilus taurensis, descritto solo nel 2007 e precedentemente considerato appartenente alla stessa specie del citello dell'Asia Minore; tuttavia, il citello comune è limitato alla parte europea del paese, a ovest del Bosforo. S. taurensis, al contrario, è diffuso nella parte orientale dei monti del Tauro, per cui il suo areale si sovrappone solo nella parte settentrionale a quello del citello dell'Asia Minore, dove entrambe le specie sono parapatriche. Il citello dell'Asia Minore differisce dalle altre due specie per la coda più corta e alcune caratteristiche del cranio. Pertanto, una determinazione affidabile della specie è possibile solo attraverso misurazioni comparative del cranio o analisi genetiche.

### Caratteristiche del cranio e dello scheletro
Il cranio ha una lunghezza totale di 39-47 millimetri nei maschi e di 38-45 millimetri nelle femmine. Nell'area delle arcate zigomatiche raggiunge una larghezza di 28-33 millimetri. La mandibola è lunga 27-33 millimetri, con la parte occupata dai denti lunga 8-10 millimetri.
La specie ha un incisivo, nessun canino, due premolari e tre molari su ogni metà della mascella, mentre nella mandibola è presente un solo premolare su ciascuna metà. Complessivamente vi sono 22 denti.

## Distribuzione e habitat
Il citello dell'Asia Minore è particolarmente comune nella parte asiatica della Turchia. Da qui l'areale si estende fino all'Armenia e all'estremo nord dell'Iran. La distribuzione altitudinale è compresa tra 800 e 2 700 metri.

## Biologia
Il citello dell'Asia Minore vive principalmente nella steppa aperta con vegetazione bassa, ma si trova anche sui pendii sassosi delle montagne e ai margini dei campi. Questi animali vanno in letargo tra la fine di agosto e la metà di febbraio e il letargo può durare dai 21 ai 100 giorni. Durante uno studio triennale condotto tra il 1999 e il 2001 vicino ad Ankara si è potuto osservare che i maschi terminano l'ibernazione a marzo prima delle femmine, periodo in cui le femmine e i piccoli dell'anno precedente avevano raggiunto il loro peso minimo; i maschi, invece, erano significativamente più pesanti delle femmine (139-205%) e raggiungevano il peso minimo solamente alla fine della stagione degli amori.
La stagione degli amori inizia dopo il risveglio a febbraio; i piccoli nascono tra aprile e luglio e la femmina ha un'unica cucciolata all'anno. Nel periodo dello studio sul campo gli accoppiamenti iniziarono subito dopo l'uscita delle femmine dalla tana e le nascite ebbero luogo ad aprile. Ogni figliata può essere composta da un numero di piccoli variabile da uno a sei. I piccoli sono stati osservati per la prima volta al di fuori delle loro tane tra la metà e la fine di maggio, dimostrandosi già pienamente attivi. I giovani raggiungono la maturità sessuale dopo il primo letargo e si accoppiano di conseguenza nel primo anno dopo la nascita.

## Tassonomia
Il citello dell'Asia Minore viene classificato come specie indipendente all'interno del genere Spermophilus, attualmente costituito da 15 specie. La prima descrizione scientifica venne effettuata nel 1835 da Edward Turner Bennett, che descrisse la specie come Citellus xanthoprymna a partire da un esemplare tipo proveniente da Erzurum nella Turchia orientale, classificandola quindi nel genere Citellus Oken, 1816, oggi non più valido. Nel 1845, il naturalista svizzero Heinrich Rudolf Schinz assegnò la specie al genere Spermophilus F. Cuvier, 1825 nel suo libro Systematisches Verzeichnis aller bis jetzt bekannten Säugethiere oder Synopsis Mammalium, nach dem Cuvier' schen System («Indice sistematico di tutti i mammiferi conosciuti fino ad oggi o Synopsis Mammalium, secondo il sistema di Cuvier»), nel quale è inserito ancora oggi.
Il nome del genere Spermophilus significa «amante dei semi» e deriva dalle parole greche spermatos per «seme» e philos per «amante». L'epiteto specifico xanthoprymnus significa «parte inferiore gialla» e si riferisce alla sua colorazione. Deriva dai termini greci xanthos, con cui venivano indicate varie sfumature di giallo, e prymnos, che indica la parte inferiore.

## Conservazione
Spermophilus xanthoprymnus viene classificato dall'Unione internazionale per la conservazione della natura (IUCN) come «specie prossima alla minaccia» (Near Threatened). Le popolazioni sono diminuite in modo significativo negli ultimi anni, principalmente a causa delle modifiche ambientali e della conversione delle aree steppiche in aree agricole; secondo le stime, negli ultimi dieci anni è stato ipotizzato un calo dal 20 al 25% della popolazione, soprattutto nell'Asia Minore. Nelle aree agricole il citello viene considerato un animale nocivo e pertanto tenuto sotto controllo; tuttavia, la diminuzione della popolazione giustifica già l'inserimento a livello regionale della specie tra quelle in via di estinzione.